# Pyrausta nigrescens
Pyrausta nigrescens là một loài bướm đêm trong họ Crambidae.